# Dierk Homeyer

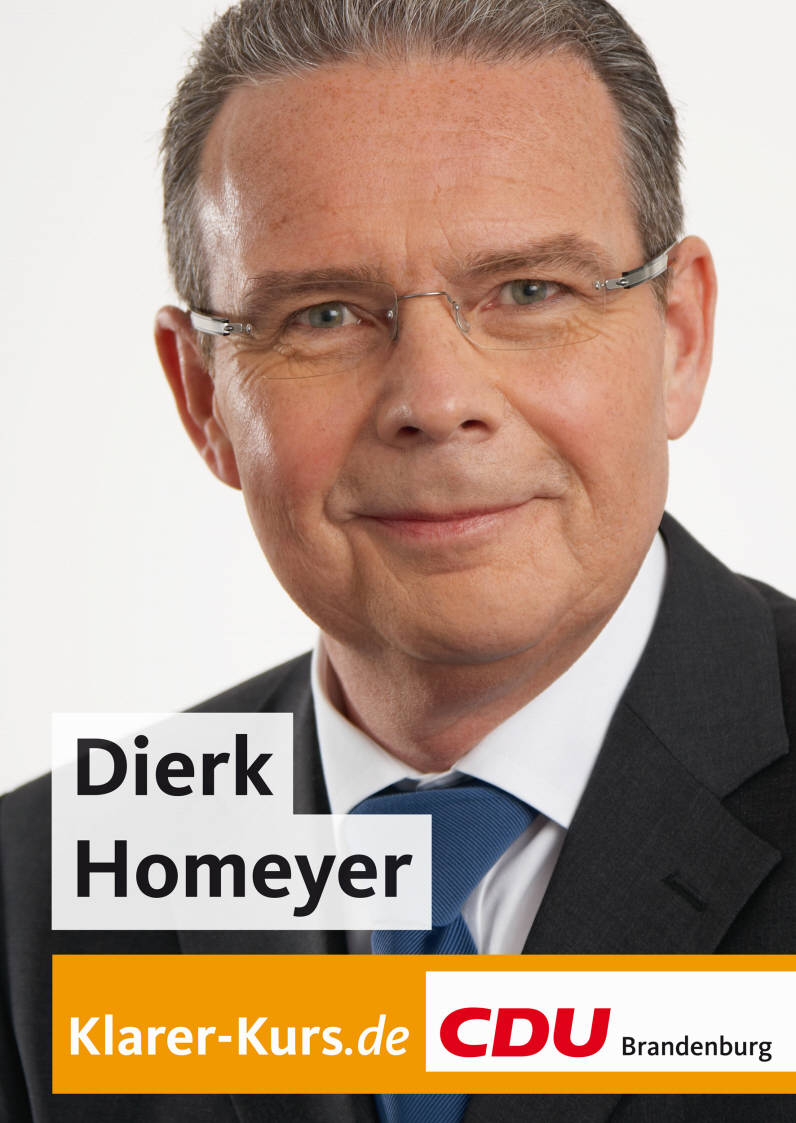
Dierk Homeyer auf einem Plakat zur Landtagswahl 2009

Dierk Homeyer (* 1. Oktober 1955 in Möllbergen) ist ein deutscher Politiker (CDU). Er war von 1994 bis 2019 Abgeordneter des Brandenburger Landtags.

## Beruf und Privatleben
Homeyer ist gelernter Groß- und Außenhandelskaufmann und bezeichnet sich als Betriebswirt mit der Fachrichtung Logistik. Er war viele Jahre Berufssoldat der Bundeswehr und kam in dieser Funktion 1991 nach Brandenburg. Dort war er von 1994 bis 2019 Landtagsabgeordneter. Homeyer hat zwei Kinder.

## Politische Laufbahn
Homeyer trat 1992 in die CDU ein. 1993 wurde er in den Kreistag des Landkreises Märkisch-Oderland gewählt und dort 1994 Vorsitzender der CDU-Fraktion. Im CDU-Kreisverband Märkisch-Oderland war er von 2000 bis 2006 Kreisvorsitzender.
Seit 2009 ist er Kreisvorsitzender der CDU im Kreisverband Oder-Spree. Obwohl er noch immer nicht Mitglied der CDU Oder-Spree ist, sondern seine Mitgliedschaft im CDU-Kreisverband Märkisch-Oderland liegt, wählte ihn der Kreisparteitag der CDU Oder-Spree am 31. März 2012 mit fast 96 % der Stimmen ohne Gegenkandidaten in seine zweite Amtszeit als Kreisvorsitzenden.
1994 wurde Homeyer über die Landesliste in den Landtag gewählt. 1999, 2004 und 2009 wurde er, ebenfalls über die Liste, wiedergewählt. Von 1994 bis 2004 war Homeyer parlamentarischer Geschäftsführer der CDU-Landtagsfraktion. Von 1999 bis 2004 war er zudem Mitglied des Landtagspräsidiums sowie stellvertretender Vorsitzender der parlamentarischen Kontrollkommission des Landtags, die die Arbeit des Verfassungsschutzes des Landes überwachen soll. Von 1994 bis 2004 war er Mitglied im Innenausschuss, von 2001 bis 2004 im Untersuchungsausschuss 3/2, 2004 bis heute im Ausschuss für Wirtschaft. Von 2008 bis 2009 war er Mitglied und Obmann seiner Fraktion im Untersuchungsausschuss „Bodenreform“ und seit Oktober 2010 im Untersuchungsausschuss 5/1. Er war auch Mitglied im Ausschuss für Haushalt und Finanzen (2009) und im Ausschuss für Europaangelegenheiten und Entwicklungspolitik (2009 bis 2010). Seit Mai 2010 war er auch Mitglied im Ausschuss für Haushalt und Finanzen. Von 2008 bis 2009 war er haushalts- und finanzpolitischer Sprecher seiner Fraktion, danach war er wirtschaftspolitischer Sprecher. Von 1997 bis 2005 war Homeyer Landesschatzmeister der CDU Brandenburg. Homeyer sollte im Januar 2007 auf Vorschlag des neu gewählten Brandenburger CDU-Vorsitzenden Ulrich Junghanns Generalsekretär des Landesverbandes werden.
1996 wurde Homeyer als Parlamentarischer Geschäftsführer Verletzung des Datenschutzes vorgeworfen. Er hatte eine Liste mit den Namen aller Mitarbeiter der Fraktion und deren Gehaltsstufen in der Rechenschaftslegung an den Landtag veröffentlicht.